# アメマス
アメマス（雨鱒、学名:Salvelinus leucomaenis leucomaenis）はサケ科サケ亜科イワナ属の魚。分布は、ユーラシア大陸東端、日本での自然分布は日本海側（山形県以北）太平洋側（利根川以北）。イワナを亜種で分類するならば、基亜種となる。河川残留型（陸封型）はエゾイワナと呼ばれる。

## 生態
体長は20-70cm程度。産卵期から孵化までの生活史はイワナとほぼ同じであるが、より冷水域を好むと考えられる。サクラマスやサツキマスの様に、孵化後すぐ降海せず2年から3年程度を河川で過ごしスモルト化した個体が降海する。シロザケの様に孵化・浮上直後には降海しない。雌雄でのスモルト化の比率は異なり、雌（メス）はほとんどが降海するが、残留し産卵を行う個体もいる。また、川残留型の雌は2歳から5歳の年齢群から構成され、尾叉長の範囲は127mmから284mmとする報告がある。産卵後一部の個体は生き残り、翌年以降の生殖活動に参加する。降海後の生活史は十分に解明されていない。
川残留型の餌は、水棲昆虫、河畔木からの落下生物、プランクトンなど。降海型の餌は、魚（サケ稚魚）、プランクトンなど。
また、ヤマメとエゾイワナ（本種の陸封型）が交雑した個体「カワサバ」が北海道内で確認されている。

## 人間とのかかわり
近年は神奈川県をはじめとする関東近辺でも放流が行われている。北海道では水産魚種に指定されていないためゲームフィッシングが人気があり、降海型を特に「海アメ」と呼び、遊漁船や沿岸からのルアー釣りなどが行われている。
一方、秋サケ定置網で混獲されるが、一般消費者向けに流通することは無い。また、サケ幼稚魚を餌として捕食していることから、一部の漁協ではサケの資源保護を目的としてアメマスの駆除を行っている。

### 放流外来魚との関わり
北海道千歳川支流の紋別川では、放流されたブラウントラウトと餌や生息場所の競合により生息域が狭められ生息数の減少が懸念されている。また、ブラウントラウトとの自然交雑個体が捕獲されている。

### 伝承
北海道の摩周湖には巨大なアメマスがいると伝えられている。体長は鯨ほどで、湖上の船を転覆させることもあるといい、摩周湖の主とも言われている。また支笏湖にも同様の巨大アメマスの伝承があり、頭と尾が湖の両岸に届くほどの大きさという。
大和民族の間には「地下には巨大な鯰が住んでいる。これが暴れて地震が起きる」という伝承があるが、アイヌ民族には、「地下には巨大なアメマスが住んでいる。これが暴れて地震が起きる」という、似た様な言い伝えがある。そこで地震が発生すると、囲炉裏の灰に小刀や火箸を刺し、「エッケウ！エッケウ！」と唱える。「エッケウ」は腰骨のことで、アメマスの腰骨を押さえつけ、地震を鎮める呪いである。。

### 食用
食味は水っぽく他のサケ・マス類に劣るとされている。
一夜干しにして水分を抜き油を使った調理法が適する。